# 쿠와바라 카즈마
쿠와바라 카즈마(桑原和真)는 《유유백서》에 등장하는 등장인물으로, 국내명은 마철반.

## 소개
유스케를 이기기 위해 애쓰지만 백전백패 당하는 소년, 나중에는 유스케와 함께 겐카이 밑에서 수행을 받는다. 여자만 보면 사족을 못쓰고 유키나를 보고 첫눈에 반하고 유키나를 짝사랑한다 유스케와 함께 암흑무술대회에 참석.